# Niendorf Markt (metropolitana di Amburgo)
Niendorf Markt è una stazione della metropolitana di Amburgo, situata sulla linea U2.